# 寒暑
寒暑（かんしょ）とは暑い事と寒い事である。また、寒暖（かんだん）は、寒い事と暖かい事である。
「冷たい・温かい」は舌や指先など「体の一部」が何かに触れて感じるものである。一方、「寒い・暖かい」は主に「体全体」で感じるものである。

## 気温

### 暑い
気温が高く､快適に過ごす事が出来ずに､不快である事を暑いという。日本語の語義としては高温によって生理感覚のバランスが崩れることで生じる不快感が意味の根底にあり後述の熱いに比べて精神的かつ生理的な色合いが強く、いかなる場合においても必ずマイナスの意味を持つ表現となる。これに対し高温でかつ快感を伴う様子の事を暖かい（あたたかい）という。なお暑いも暖かいも身体の内部的要因に起因する物や気体の温度に対して用いるのが主である（ただし、『熱い蒸気』などのように熱いを用いる場合も存在する）。なお気象用語としての暑いは季節予報で暖候期、すなわち夏に気温が高い時に用い、暖かいは逆に気温が正常の時をさす｡また、暑いは、気温がすごく高い時に冬でも使う。

#### 暑さと人間
人体は気温が高いと感じると､汗腺から汗を出して温度を下げたり､筋肉をゆるめる､または皮膚の血管を広げるなど熱の排出や余分な熱の作成を防いでいるが､一定の不快感を覚える｡この不快感が先述の通り暑いという語を暑いたらしめているのだが､次第に慣れてくると一時的な発汗を示さず不快感もなくなる｡また体型も暑さに適応するうちに痩身となり、四肢が長くなり体表面積が増大して熱の放出を促進する事となる。これを暑熱馴化（暑熱適応）という｡

### 暖かい
暖かい(英:warm)とは、寒すぎもせず、暑すぎもせず、程よい気温である。暖かいは主に 気温を表す場合にのみ使用される。
これは「暖かい」という言葉が日差しを元にして作られていることから、気温を表しているのだと考えられているためである。また、「暖かい」の反対語は「寒い」であり、こちらも気温を表す以外には使用しない。

### 適温
ほどよく適した温度。水温の場合は、ぬるいを用いる。

### 涼しい
温度や湿度が程よいもしくは、少し冷たくてひやりとする温度。肌に少しの冷たさを感じる気温。暑苦しくなくすがすがしい。気持ちの良い冷ややかさを表す。
季節としては、夏から秋にかけて使い、冬や春には基本的に使わない。
温度が低い事に対する快感を示す語として涼しい（すずしい）という言葉が存在する。寒いという語には転じて貧弱であるという意味を持つ（暑いにはこの用法は無いためこの場合は基本的には暖かいが対になる）。気象用語で涼しいは寒候気以外で気温が低いときに用いる｡

### 寒い
気温が低く､快適に過ごす事が出来ずに不快なことを寒いという。この語は先述の暑いと同様に精神的かつ生理的な色合いが強く常にマイナスの評価を伴う（また内部的要因に起因して低温に感じられる場合や気体の温度が低い場合に用いられることも暑いと同様である）。気象用語では寒いは季節予報において､寒候期、すなわち冬に気温が低いときを表す。

#### 寒さと人間
人体は寒いと感じると､筋肉や皮膚の血管を縮めたり身震いをして熱を作り逃さないようにしている｡

## 水温・物体

### 熱い
通常より高温または高熱で､触れたり､近づいたりすると異常が感じられる事を熱いという｡先述の暑いに対して体表で感じる温度が高いという感覚、すなわち神経の刺激に関する高い温度の感覚を表す物で、主に固体や液体を対象とする物に用いる例が多い。

#### 皮膚感覚としての『熱い』
熱いという感覚は皮膚および口腔､鼻腔､食道､肛門などにあるルフィニ小体(すなわち温点）が刺激されることにより感じる｡(これによって感じる感覚を温覚と呼ぶ｡)熱さは基本的に皮膚温が高いほど強く感じ､皮膚温が低いほど強い加温でないと感知できない｡また､皮膚面積や温度変化時の速度に応じて大きく影響を受ける｡

### 温かい
熱すぎず冷たすぎない程よい温度のことをいう。
温かいは丁度良い温度を表しているため、「温かい」で表す温度は比較的低めである。もし、より温かいことを伝えたい場合には「熱い」を使用する。
なお「温」という漢字は、音を表す「昷」と意味を示す「水」からなる形声文字である。

### ぬるい
ぬるい(微温い、英:lukewarm)とは、冷たくはないが十分な温度にも及んでいないことである。
適温よりも低い、または高いことを指し、十分な熱さや冷たさがないこと、少しあたたかいが、熱さが不十分。なまあたたかいともいう。

### 冷たい
通常より温度が低く感じられる事を冷たいという｡この冷たいもまた対になる熱いと同様に皮膚によって感じる温度感覚を表すものであり語に伴う評価は場合によって左右される。また基本的には固体や液体の温度が低い様子を表す時に用いるのも同様である。
｢夏日｣同様の目安としては｢冬日｣がある｡

#### 皮膚感覚としての『冷たい』
冷たいという感覚は、クラウゼ小体（すなわち冷点）が刺激される事により､感じるとされる｡このクラウゼ小体の刺激により生じる感覚を冷覚という｡クラウゼ小体とルフィニ小体は混在しているが､量はクラウゼ小体の方が十倍近く多く部位によっては冷覚のみを感じる部位もある｡

## 参考資料
- ブリタニカ国際大百科事典(TBSブリタニカ)[要ページ番号]
- 予報用語 気象庁、2009年2月12日閲覧。
- 日中英言語文化事典（マクミラン）[要ページ番号]
- 基礎日本語辞典（角川書店）[要ページ番号]